# Juma (Uzbekistan)
Juma (uzb. cyr.: Жума; ros.: Джума, Dżuma) – miasto we wschodnim Uzbekistanie, w wilajecie samarkandzkim,  siedziba administracyjna tumanu Pastdargʻom. W 1989 roku liczyło ok. 15,6 tys. mieszkańców. Ośrodek przemysłu włókienniczego.
Miejscowość otrzymała prawa miejskie w 1973 roku.